# 肖科鎮區 (北卡羅萊納州沃倫縣)
肖科鎮區（英語：Shocco Township）是位於美國北卡羅萊納州沃倫縣的一個鎮區。

## 地方資料
肖科鎮區的面積為92.72平方千米，皆為陸地。根據2020年美國人口普查的數據，當地共有人口1265人，而人口密度為每平方千米13.64人。